# 木村栄一郎
木村 栄一郎（きむら えいいちろう、1918年10月3日 - 2016年12月1日）は、宮崎県出身の実業家。宮崎相互銀行（現宮崎太陽銀行）元代表取締役社長。

## 略歴
1941年（昭和16年）に昭和高等商業学校（現大阪経済大学）卒業。1949年（昭和24年）に宮崎相互銀行（現宮崎太陽銀行）入行。
鹿屋支店長や高鍋支店長、佐伯支店長などを歴任し、取締役審査部長、営業部長等を経て、1976年に常務取締役、1978年に専務取締役、1983年に代表取締役社長に就任。
2016年12月1日、老衰のため死去。98歳没。